# Fàrax
Fàrax (en grec antic: Φάραξ, Pharax) fou un militar i polític espartà que va viure al segle v aC i va morir després de l'any 396 aC.
Va ser membre del consell dels deu nomenats a Esparta el 418 aC per controlar al rei Agis II. A la batalla de Mantinea aquell mateix any, Fàrax va impedir que els espartans pressionessin massa a l'enemic derrotat, per evitar portar-lo a la desesperació, segons Tucídides. Era un dels personatges principals d'Esparta segons Diodor de Sicília, i Pausànias diu que els efesis li van erigir una estàtua al temple d'Àrtemis al final de la guerra del Peloponnès.
Era segurament l'almirall Fàrax esmentat el 397 aC que va participar junt amb Dercil·lides a la invasió de Cària on es trobava les propietats privades del sàtrapa Tisafernes. El 396 aC va assetjar Caune, on es trobava estacionat l'almirall Conó, amb 120 vaixells però es va haver de retirar a l'arribada d'una força dirigida per Farnabazos II i Artafernes (aquests noms els dona Diodor de Sicília, però probablement el segon és un error per Tissafernes).
Teopomp diu que Fàrax era molt amant del luxe i semblava més un grec de Sicília que un espartà.